# Gustaf Torrestad
Gustav Vilhelm Torrestad, ursprungligen Pettersson, född 20 mars 1919 i Västeråkers församling, Uppsala län, död 8 november 1962 i S:t Matteus församling, Stockholm, var en svensk sångare (baryton) och skådespelare.

## Biografi
Gustaf Torrestad var yngst i en barnaskara (5st). När han var tre år flyttade familjen till Sala, där han gick i folk- och samrealskola. 
Gustaf Torrestad var under flera decennier en av Sveriges mest spelade sångare, ofta hörd i radio och på grammofon. Hans popularitet sträckte sig utanför landets gränser. Hans varma barytonstämma kunde höras i de mest skiftande sammanhang, från Den vackraste visan om kärleken (Nerman/Söderlund) till revykupletter som Idel, ädel adel (Einar Molin) liksom i tidens populära schlager. Till hans bästa insjungningar räknas 40-talsmelodin Så skön som solen (Jerry Högstedt).
Han ligger begravd på Nya kyrkogården i Sala.

## Filmografi roller i urval
- 1942 – Det är min musik
- 1942 – Sexlingar
- 1943 – Örlogsmän
- 1943 – En Stockholmssilhuett
- 1944 – Klockan på Rönneberga
- 1944 – Vi på Vallberga
- 1945 – Kungliga patrasket
- 1947 – Vår Herre tar semester
- 1948 – Kärlek, solsken och sång

## Teater

### Roller (urval)
| År   | Roll                    | Produktion                                                          | Regi                        | Teater                  |
| ---- | ----------------------- | ------------------------------------------------------------------- | --------------------------- | ----------------------- |
| 1943 | Medverkande             | Glitter och gliringar, revy Charles Henry och Einar Molin           | Gideon Wahlberg             | Odeonteatern, Stockholm |
| 1944 | Medverkande             | Bröderna Rims sagor, revy Charles Henry och Einar Molin             | Gideon Wahlberg             | Odeonteatern, Stockholm |
| 1944 | Medverkande             | Hoppla, vi lär er, revy Charles Henry och Einar Molin               | Helge Hagerman              | Odeonteatern, Stockholm |
| 1945 | Medverkande             | Stan hela dan, revy Charles Henry och Einar Molin                   | Helge Hagerman              | Odeonteatern, Stockholm |
| 1945 | Medverkande             | 6X9, revy Charles Henry, Karl-Ewert och Fritz Gustaf                | Gösta Jonsson Werner Ohlson | Odeonteatern, Stockholm |
| 1946 | Medverkande             | Lustiga vershuset, revy Charles Henry, Karl-Ewert och Fritz Gustaf  | Gösta Jonsson Werner Ohlson | Odeonteatern, Stockholm |
| 1946 | Medverkande             | Luddes expo, revy Charles Henry och Karl-Ewert                      | Werner Ohlson               | Odeonteatern, Stockholm |
| 1947 | Medverkande             | Nu blommar de', revy Charles Henry och Karl-Ewert                   | Werner Ohlson               | Odeonteatern, Stockholm |
| 1949 | Överste William F. Cody | Annie get your gun Irving Berlin, Dorothy Fields och Herbert Fields | Sven Aage Larsen            | Oscarsteatern           |